# Protophormia atriceps
Protophormia atriceps är en tvåvingeart som först beskrevs av Zetterstedt 1845.  Protophormia atriceps ingår i släktet Protophormia och familjen spyflugor. Arten är reproducerande i Sverige. Inga underarter finns listade i Catalogue of Life.